# Carlos Ramos (fadista)
Carlos Augusto da Silva Ramos (Alcântara, Lisboa, 10 de outubro de 1907 — Coração de Jesus, Lisboa, 6 de novembro de 1969) foi um fadista e guitarrista português.
Lisboeta, natural da freguesia de Alcântara, era filho de João da Silva Ramos, também natural da freguesia de Alcântara, e de Maria Amélia de Almeida, doméstica, natural da Marinha Grande.
Carlos Ramos tornou-se num dos fadistas mais queridos do público português, graças à sua voz quente e à sua postura modesta e discreta - e ao anormal número de grandes êxitos que teve, aliás ligados à popularidade crescente do disco e da televisão, meios de comunicação que soube utilizar com grande proveito no início da década de 1960.
A sua apetência de música vinha de criança — o seu pai, que era empregado da Casa Real, tocava trompa, fazendo-o nas caçadas do rei D. Carlos —, porém só tardiamente Carlos Ramos abraçou a música (e o Fado) como carreira profissional. Também em criança habituou-se a circundar as tabernas do seu bairro natal, Alcântara, onde se ouvia cantar o fado. Já adolescente, nos intervalos dos estudos liceais, Carlos Ramos aprende a tocar guitarra portuguesa e inicia-se como acompanhante de fadistas, ainda que na condição de amador.
Carlos Ramos almejava ser médico, mas a morte do pai, com apenas 18 anos, obrigou-o a trabalhar para sustentar a família, dedicando-se à radiotelegrafia, ofício que aprendera no serviço militar e do qual faria carreira profissional. A 29 de dezembro de 1930, casou civilmente em Lisboa com Libânia Augusta (Foz do Douro, Porto, c. 1905), doméstica, filha de Ricardo Alfredo, natural de Arcos de Valdevez, e de Isabel Augusta, doméstica, natural de São João da Pesqueira (freguesia de Ervedosa do Douro).
Continuava, contudo, a tocar e cantar nas horas vagas, primeiro apenas como acompanhante (nomeadamente de Ercília Costa numa digressão americana) e depois também como fadista em nome próprio, acompanhando-se a si próprio à guitarra, acabando, a conselho de Filipe Pinto, por se profissionalizar como cantor em 1944. Estreou-se então no Café Luso, no Bairro Alto, criando Senhora do Monte, o seu primeiro grande êxito.
Em 1936, integrou como guitarrista a Orquestra Típica Algarvia de Acordeão, actuando no Bairro Alto, em Lisboa.
Esta Orquestra era chefiada pelo Maestro Frederico Valério e era composta por sete dos melhores acordeonistas algarvios, entre os quais José Ferreiro e José Ferreiro Júnior.

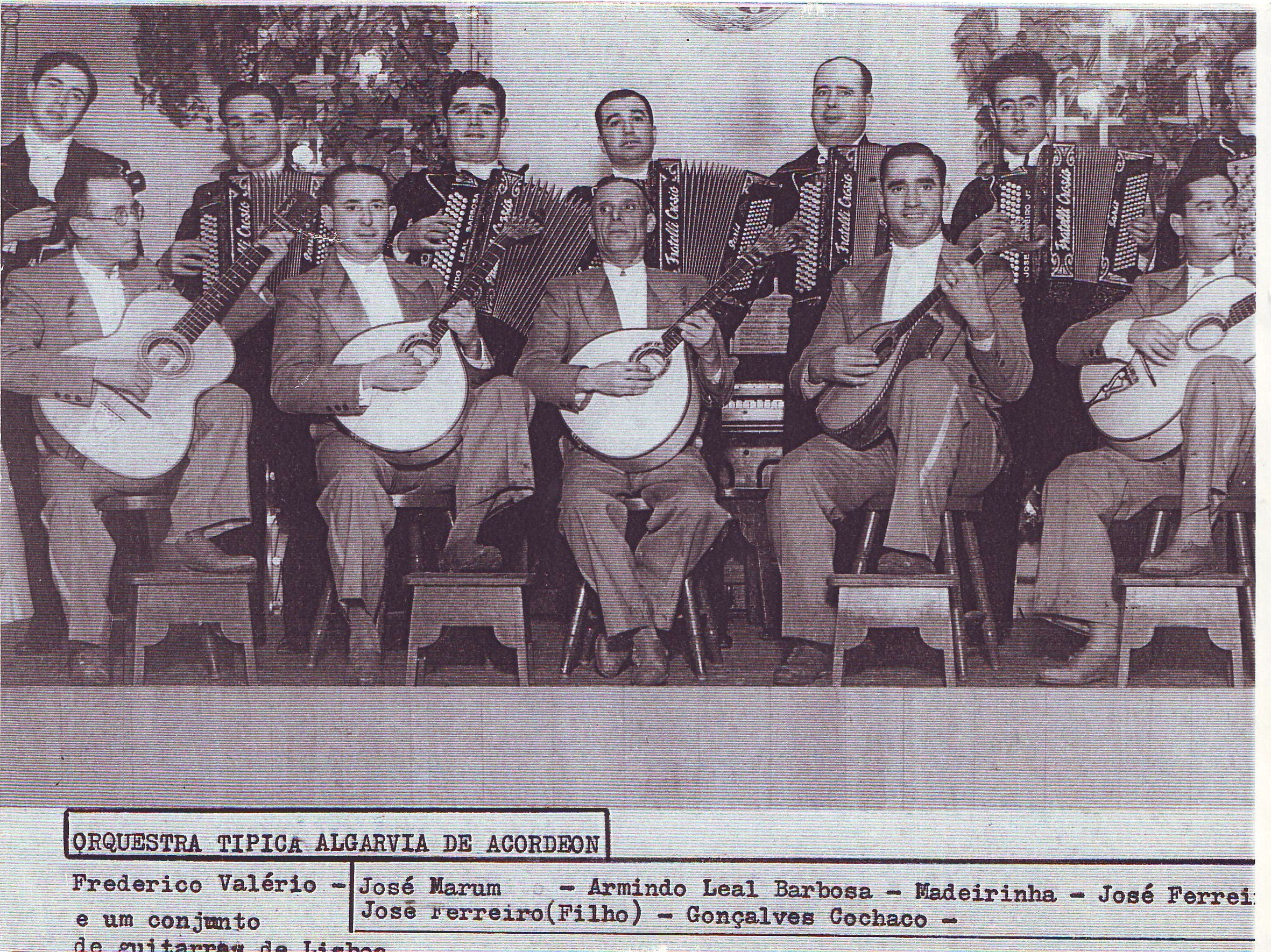
Orquestra Típica de Acordeão Algarvia 1936,no Bairro Alto

Ao longo da sua carreira, Carlos Ramos viria a especializar-se no fado-canção, género inicialmente pensado para os palcos de revista, e no qual conseguiria alguns dos seus maiores êxitos: Não Venhas Tarde e Canto o Fado. Frequentador regular das casas típicas de Lisboa durante as décadas de quarenta e cinquenta, fez também uma breve carreira internacional, participou em revistas e filmes e tornar-se-ia em 1952 artista exclusivo da casa de fado Tipóia, ao lado de Adelina Ramos, de onde sairia para, em 1959, abrir a sua própria casa, A Toca, experiência cujo sucesso não correspondeu às expectativas.[carece de fontes?]
A sua voz particular conquistou o público e popularizou-o em grandes êxitos como: "Senhora do Monte" (Gabriel de Oliveira – José Marques, Fado Carriche), "Anda o Fado Noutras Bocas" (Artur Ribeiro), "Não Venhas Tarde" (Aníbal Nazaré – João Nobre), "Canto o Fado" (João Nobre).
Uma trombose ocorrida em meados da década de sessenta viria terminar abruptamente a sua carreira artística. Carlos Ramos morreria alguns anos mais tarde, a 6 de novembro de 1969, na freguesia do Coração de Jesus, em Lisboa.